# S/2004 S 6
S/2004 S 6 est la désignation provisoire d'un possible satellite naturel de Saturne découvert en 2004.

## Découverte
S/2004 S 6 a été découvert par l'équipe Cassini Imaging Science Team, menée par Carolyn Porco, sur des images prises par la sonde Cassini prises le 28 octobre 2004.
L'existence du satellite — si c'en est un — n'a pas pour l'instant été confirmée et il conserve donc sa désignation temporaire.

## Caractéristiques
Peu de choses sont connues sur S/2004 S 6. Comme les satellites voisins S/2004 S 3 et S/2004 S 4, il semble orbiter dans le voisinage de l'anneau F dont il pourrait être alors un satellite berger. Sa période orbitale approximative serait de 0,61 jours et son demi-grand axe environ 140 000 km. Il est possible qu'il ne s'agisse que d'un agglomérat temporaire de matière provenant de l'anneau F, dispersé par la suite par les forces de marée de Saturne.